# Станіславчик (Золочівський район)
Станісла́вчик — село в Україні, у Бродівській міській громаді Золочівського району Львівської області. Відстань до центру громади становить 19 км, що проходить автошляхом місцевого значення. Відстань до найближчої залізничної станції Броди становить 22 км.
Колишній орган місцевого самоврядування — Станіславчицька сільська рада, якій були підпорядковані села Станіславчик, Збруї, Бордуляки, Монастирок. Населення становить 436 осіб у 2018 році.

## Історія
Історичне минуле сіл сягає в глибину тисячоліть. Територія була заселена ще в кам'яну добу. На околицях придибуються типологічно близькі до пізньопалеолітичних та мезолітичних ужиткові знаряддя діяльності: крем'яні ножі, рубила, скребки, наконечники стріл. За археологічними знахідками на території села Бордуляки виявлено існування ранньослов'янського поселення VI—VII століття.
Стародавній переказ оповідає, що село Станіславчик в давнину було розташоване на лівому березі річки Стир, в урочищі «Горби», яке збереглося й досі. Під час набігів татар село було спалене. Трагічною була доля жителів: майже всі вони загинули, частина похована в завалах підземних ходів, що вели в село. Інша оселилась вже на правому березі Стиру, розпочавши нову сторінку історії села.
Літописна історія Станіславчика починається від 1626 року — коли руський воєвода Іван Данилович заснував парафію у поселенні Станіслав над Стиром.
Забудова містечка у XVII столітті яскраво втілює містобудівні принципи середньовічної будівельної культури і залучена до мистецтва бароко.
Бачив край і події національно-визвольної війни середини XVII століття. Події Берестецької битви залишилися в топонімі «Бордуляки». Прибився сюди козак Бордуляк. Щоб не попадати на очі ляхам побудував собі хату в очеретах Стиру. З часом рід козака розрісся. Село стало Бордуляки (це прізвище і тепер досить часто зустрічається), а місце де була хата козака збереглося в назві присілка «Козаки». Збруї ж отримали свою назву від умільців-майстрів, що славилися виготовленням збруї для коней. У назві «Панькова» відображено діяльність людини. У польських мапах (картах) ця місцевість позначена Шимонівкою від імені власника. Пізніше Пенькове, Панькова — як місце масової вирубки лісів. Окраїна, кут — Кути (лише у 1964 році приєднані до Бродівського району).
У 1760 році після смерті Станіслава Потоцького та подальшого розвалу Польщі землі поступово переходять у власність євреїв, що до початку другої світової війни опанували весь сектор економіки сіл. Жителі переважно займалися вирубкою лісу, деревообробкою, рільництвом та вирощуванням хмелю. Боднарство, столярство, плетіння з лози, викурювання смоли, виготовлення гонт залишило свій відбиток у сучасних прізвищах жителів села (Столяр, Бондарук, Гонтарик).
Уродженець села Бордуляки письменник Тимофій Бордуляк посів чільне місце в сузір'ї відомих українських новелістів кінця XIX — початку XX століть.
1 липня 1925 року з Радехівського повіту вилучена сільська гміна Станіславчик та приєднана до Бродівського повіту.
1 квітня 1930 року вилучена частина земель села Нивиці Радехівського повіту Тернопільського воєводства і включена до сільської гміни Станіславчик Бродського повіту, 15 червня 1934 року — ще значна частина земель села Нивиці передана селу Станіславчик. 
21 серпня 1934 року село стало центром об'єднаної ґміни Станіславчик у Бродівському повіті, до якої було включено ще 4 села.
На 1 січня 1939 року в селі налічувалося 1240 мешканців, з них: 770 українців, 70 поляків, 250 євреїв і 150 німців та інших національностей.
Перша і Друга світові війни принесли великі спустошення та руйнування краю. Змінився етнічний склад населення, різко зменшився його кількісний склад. Багато сільчан брали безпосередню участь у воєнних кампаніях Другої світової війни (формуваннях УПА, лавах Радянської Армії). Багато з них зазнали поневірянь сибірських таборів та важкої остарбайтерської долі Німеччини. У зв'язку з антисемітською політикою більшість євреїв фізично знищується, а решта залишають край. Досі на території Станіславчика зберігся єврейський цвинтар. У результаті повоєнних переселень майже повністю зникає чисельна польська громада.
У 1949 році селянські господарства сіл об'єднуються в колгоспи («ім. Калініна» — с. Станіславчик, «Нове життя» — с. Монастирок, «17 вересня» — с. Бордуляки). Укрупнене господарство у 1963 році перейменовано в колгосп ім. Котовського, а 1976 року колгосп реорганізований у спеціалізоване господарство — хмелерадгосп.
5 лютого 1965 року Указом Президії Верховної Ради Української РСР передано Станіславчицьку сільраду Радехівського  району до складу Бродівського району.
Якісно нова сторінка в історії сіл розпочалася з здобуттям Україною незалежності. Населення повністю підтримує курс на побудову демократичної, суверенної, незалежної держави (висока виборча активність, участь в різноманітних акціях, членство в політичних партіях і громадських організаціях). Стабілізується економічне життя (заохочується підприємницька ініціатива в сферах обслуговування, деревообробки, будівництва). Значні зрушення відбуваються в духовній сфері (реставровані і побудовані церковні храми, засновано музей Народної творчості і побуту, висипано символічні могили як вдячну пам'ять борцям за волю, що загинули під час національно-визвольних змагань, функціонують будинки «Просвіти», бібліотеки та ін.).
12 червня 2020 року, відповідно до розпорядження Кабінету Міністрів України № 718-р «Про визначення адміністративних центрів та затвердження територій територіальних громад Львівської області», село увійшло до складу Бродівської міської громади.
19 липня 2020 року, в результаті адміністративно-територіальної реформи та ліквідації Бродівського району, село увійшло до складу новоствореного Золочівського району.

## Населення

### Мова
Розподіл населення за рідною мовою за даними перепису 2001 року:
| Мова       | Кількість | Відсоток |
| ---------- | --------- | -------- |
| українська | 459       | 99.78%   |
| російська  | 1         | 0.22%    |
| Усього     | 460       | 100%     |

## Пам'ятки
- Дерев'яна церква святого Архистратига Михаїла, споруджена у 1799 році. на рівній ділянці біля правого берега річки Стир. У 1877 році проведено ремонт церкви, під час якого поруч з нею була споруджена дерев'яна, двоярусна дзвіниця. Під час наступної реконструкції 1881 року ґонтові покриття бані, дахів та піддашшя замінили бляхою. У міжвоєнний період проєкт нової церкви виконав архітектор Євген Нагірний, але через початок війни він не був реалізований.[13] У 1947 році через співпрацю з УПА та переховування упівця у церкві, був заарештований та вивезений до Сибіру парох храму отець Петро Штурмай. Того ж року церква стала православною. У 1991 році офіційно зареєстрована греко-католицька громада. Першим настоятелем храму був отець Ярослав Царик. Від 2004 року адміністратором храму є отець Степан Главацький. Нині церква перебуває у користуванні однойменної громади української греко-католицької церкви та належить до Бродівського деканату Сокальсько-Жовківської єпархії УГКЦ.[14]
- Дерев'яний костел Святої Трійці, споруджений у XIX столітті[15]  та мав одну навуй та два захристя — праворуч і ліворуч від пресвітерія — та присінка. Костел був невеликий, адже 1880 року у Станіславчику та сусідніх Бордуляках, які належали до місцевої парафії, мешкало трохи більше 300 католиків. Храм прослужив вірянам до початку другої світової війни, а з приходом радянської влади у 1939 році його було закрито. По війні депортації та репатріація поляків назавжди змінили етнічний склад Станіславчика – із середини 1940-х років до костелу вже не було кому ходити. Нині стан святині незадовільний: підлога згнила, ґонтовий дах, яким була накрита святиня, зруйнувався та впав усередину, залишилися стояти лише стіни, залишки розпису, які покрив мох та лишайники.[16]
- Перший камінь під будівництво церкви Покрову Пресвятої Богородиці, був закладений 1990 року, а 2006 року храм освячений на честь Покрову Пресвятої Богородиці владикою Михаїлом Колтуном. На парафії діє братство «Апостольства молитви», організовуються прощі. У церкві зберігаються мощі святителя Миколая Мирликійського, а також мощі імператриці Олени, які подаровані у 1904 році митрополитом Галицьким та Архієпископом Львівським Андреєм Шептицьким. Лікарі ветеринарної медицини Бродівського району пожертвували для храму бічний престіл, освячений на честь цілителя Пантелеймона з часткою мощей святого.[14]
- Кіркут — старий юдейський цвинтар.[15]

## Відомі люди
- о. Данило Танячкевич — український греко-католицький священик, громадсько-політичний діяч-народовець, публіцист, почесний член «Просвіти», посол до Австрійського парламенту. Був помічником пароха місцевої церкви у 1867-1868 роках.[17]